# MOS Technology 6551

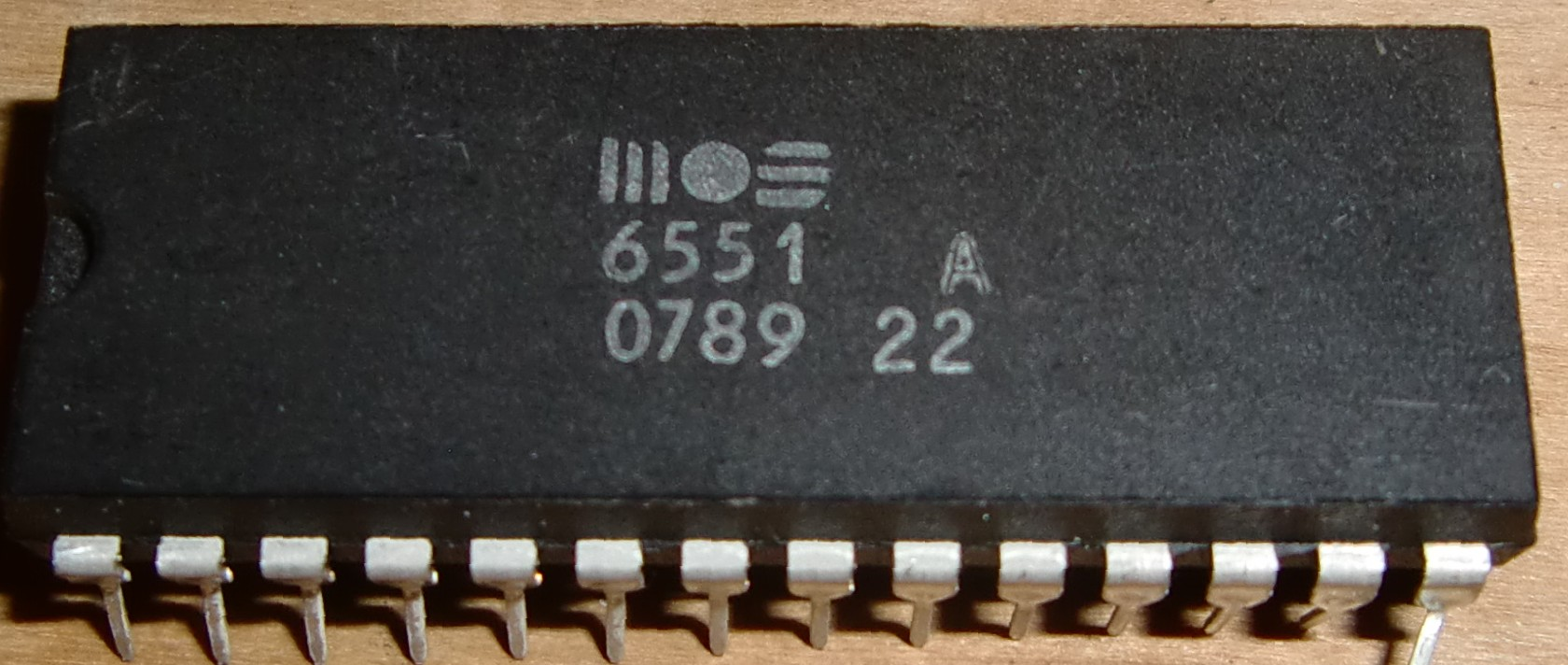
Das Gehäuse des 6551

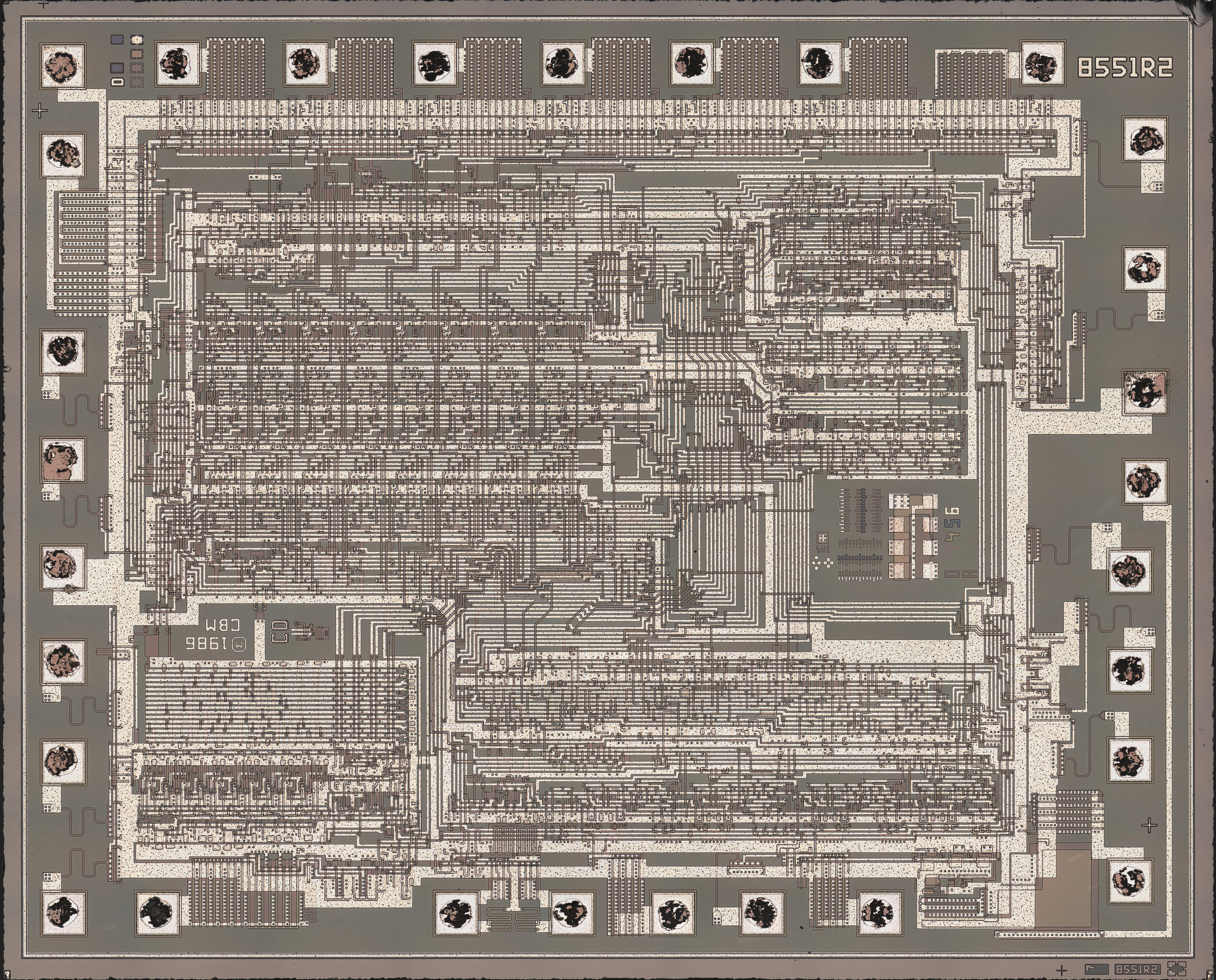
Schaltkreis des 6551

Der MOS Technology 6551 ist ein Asynchronous Communications Interface Adapter, kurz ACIA. Er arbeitete vor allem als Unterstützung für den 6502-Mikroprozessor. Geplant, um eine RS-232-Schnittstelle zu implementieren, ist seine Spitzengeschwindigkeit nach Spezifikation 19.200 Bits pro Sekunde bei Verwendung eines externen Quarzes und des internen Teilers. Das Design stammte weitgehend von William (Bill) D. Mensch jr., der bereits den sehr ähnlichen 6850 zuvor bei Motorola entwickelt hatte. Der MOS6551 wurde in zahlreichen Computern verwendet, darunter im Commodore PET, Commodore Plus/4 und in der Super Serial Card von Apple Computer.
Viele Unternehmen, wie Dr. Evil Labs oder Creative Micro Designs (CMD), verkauften Einsteckkarten mit dem 6551 (SwiftLink-232, Datablast, CommPort) und ermöglichten so einen Standard-RS-232-Port für den C64 und C128. Bei der Dr. Evil Lab und der CMD-Karte waren bis 38.400 Bits/s möglich. Da für den externen Quarz eine Frequenz von 1.843.200 Hz vorgesehen war und man im Teilerregister den Teiler ausschalten konnte, so dass nur der 16:1-Vorteiler aktiv blieb, war eine maximale Baudrate von 115.200 Bits pro Sekunde möglich.

## Varianten
Lizenznehmer (Second Source) Rockwell brachte neben dem R6551 die CMOS-Version  R65C51, eine mit Phi2 getaktete 2 MHz-Version R65C51x2 (MOS6551A) sowie den Dual-ACIA R65C52, welcher zwei 65C51 kompatible Schnittstellen in einem Baustein bot. Andere Lizenznehmer, wie Synertek und Harris, boten auch Versionen mit zum Teil höheren Taktraten.